# Utterholmen, Oxelösund
Utterholmen är en holme i Oxelösunds kommun, i Örsbakens södra sida intill Brannäshalvön.
Holmen inköptes av Nyköpings motorbåtsklubb från Backa-Hosjö skogsbolag 1925 och 1934 uppförde föreningen en byggnad på holmen. Under de första åren bedrevs pensionatsverkamhet i byggnaden, men den har senare främst fungerat som klubbhus.